# Benjamin Boss
Benjamin Boss (* 9. Januar 1880; † 17. Oktober 1970) war ein US-amerikanischer Astronom. Er war der Sohn des Astronomen Lewis Boss.
1906 bis 1908 war er Direktor des U.S. Naval Observatory in Tutuila, Samoa. Nach einer Tätigkeit am Department of Meridian Astrometry der Carnegie Institution of Washington wurde er 1915 Direktor des Dudley Observatory.
1912 wurde er Herausgeber des Astronomical Journal.
Das Arbeitsgebiet von Benjamin Boss war wie bei seinem Vater die Positionsastronomie.
Seine bedeutendsten Arbeiten waren der Albany Catalogue mit 20811 Sternen, der San Luis Catalogue mit 15333 Sternen und der General Catalogue mit 33342 Sternen.